# Instituto de Ciencias Fotónicas
El Instituto de Ciencias Fotónicas (ICFO) es un centro de investigación y formación de ciencias y tecnologías ópticas. Se encuentra en la localidad de Castelldefels (Barcelona, España).
Entre sus actividades de investigación cabe destacar las telecomunicaciones ópticas, las técnicas de detección remota, sensores, información cuántica y fotónica industrial y hasta biotecnologías.
El centro también ofrece la posibilidad de obtener el doctorado en ciencias ópticas. En el año 2013 fue declarado primer laboratorio mundial de investigación de Física y Astronomía, según el nuevo ranking Mapping Scientific Excellence.

## Historia
- El centro fue fundado en marzo de 2002 por la Generalidad de Cataluña y por la Universidad Politécnica de Cataluña.[3]

## Líneas de investigación
Los esfuerzos de ICFO en investigación se dirigen a crear conocimiento, nuevas soluciones y nuevas herramientas basadas en luz, y lo hacen en cuatro grandes áreas temáticas: óptica no lineal, óptica cuántica, nanofotónica y biofotónica. ICFO potencia la interacción entre sus grupos de investigación y la multidisciplinariedad de sus enfoques con la constitución de tres programas motor:
- Luz para la Salud
- Luz para la Energía
- Luz para la Información.

### Salud
La biofotónica y nanofotónica son las áreas centrales del programa de luz para la salud, en el que destaca la proliferación de diversas técnicas de imagen avanzada. Los grupos del área BioNano investigan las funciones biológicas y los mecanismos de regulación molecular a escala nanométrica dentro de las células vivas, intentando comprender de manera holística la complejidad de estos sistemas. La meta es aumentar el impacto de las soluciones que puede ofrecer el campo en el diagnóstico temprano y el tratamiento preventivo de enfermedades, tales como el cáncer o los trastornos neurodegenerativas, objetivo que se pretende alcanzar a través tanto de la comprensión fundamental de estos procesos como con la creación de herramientas nano que permitan la manipulación de muestras y la detección ultrasensible de substancias, ambas a escala biomolecular.

### Energía
La fotónica se encuentra en el núcleo de todos los conceptos y tecnologías vinculadas a las energías fotovoltaicas. Para abordar los retos en materia de energía, ICFO está dirigiendo sus esfuerzos hacia innovaciones disruptivas en energías renovables. Los proyectos en desarrollo incluyen diferentes tipos de celdas solares transparentes, de alta eficiencia y bajo coste; LEDs orgánicos; estudios sobre fotónica transparente; ventanas inteligentes; dispositivos optoelectrónicos de bajo consumo; transductores fotoeléctricos; termoeléctricos y electromecánicos; sensores de bajo consumo. La nanofotónica es también central en esta área e incluye materiales nanoestructurados, nanocavidades, nanoantenas, dispositivos nanofotónicos procesados con materiales de bajo coste y plasmónica para optimizar la fotorrecepción.

### Información
ICFO trabaja en el área de las comunicaciones tanto clásicas como cuánticas. En comunicación clásica, se investigan procesos disruptivos de la nanofotónica y nuevos materiales fotónicos para la construcción de dispositivos optolectrónicos para la modulación, enrutamiento y almacenamiento de datos y su visualización en pantallas.
La información cuántica comprende el análisis y aplicación de fenómenos intrínsecamente cuánticos, como la superposición y el entrelazamiento, en la producción de nuevos métodos que mejoren fundamentalmente el almacenamiento, procesado y transmisión de información. El ICFO se encuentra al frente de los avances que prometen generar la próxima generación de aplicaciones de tecnologías cuánticas. Las actividades de investigación de Quantum Technologies @ICFO agrupan a trece grupos de investigación de ICFO, con el objetivo de ofrecer un enfoque multidisciplinar, incluyendo la físicos teóricos, experimentales e ingenieros, para la consecución de nuevos resultados en el campo de las tecnologías cuánticas, un área de interés estratégico para la comunidad científica internacional debido al enorme potencial que supone para el futuro de la industria en campos tan diversos como la seguridad de las comunicaciones, la computación, la salud, o el procesado de nuevos materiales.